# Bochnia Saltmine
Bochnia-saltmine (polsk: Kopalnia soli Bochnia) i Bochnia i det sydlige Polen, er en af de ældste saltminer i verden og er den ældste kommercielle virksomhed i Polen. Saltminen i Bochnia blev etableret i 1248, efter at fund af salt i det 12. og 13. århundrede, og blev en del af det kongelige mineselskab, Żupy krakowskie (Kraków Saltværk). I 1990 holdt minen op med at producere salt, men forbliver åben som en turistattraktion.
I 1981 blev Bochnia saltmine erklæret et kulturarv. Det er på Polens officielle nationale liste over Historiske monumenter (Pomnik historii), som udpeget den 6. oktober 2000 under Statens Kulturarvsinstitut .
Kapellet i minen har jernbanespor, der løber igennem det.

## Historie
Mineskakterne måler 4,5 km i længden på ca. 330–468 meter i dybden under overfladen, i 16 niveauer.
I 2013 blev minen føjet til UNESCOs Verdensarvsliste som en udvidelse af verdensarvsstedet Wieliczka saltmine fra 1978.

### Augustpassagen
Augustpassagen er den vigtigste kommunikations- og transportrute i minen. Den løber fra øst til vest for minen og forbinder i en lige linje bunden af Campi- og Sutoris-skakterne. Der er en dybde på 176 meter fra toppen af Sutoris-skakten og 212 meter fra toppen af Campi-skakten. Augustpassagen blev oprindeligt kaldt det lange komfur (Piec Długi). Dens første del, der strækker sig mellem Rabsztyn-skakten og en Campi-skakten, blev bygget fra 1723 til 1743 i overensstemmelse med planer af Jan Gottfried Borlach. Hans store præstation var at regulere ruter i minen ved at sikre deres opretning og nivellering. Som et resultat af dette var Augustpassagen i løbet af de næste årtier i stand til at nå en længde på næsten 3 km.
Udgravede kamre, skakte og gange danner en underjordisk by, som er åben for besøgende. Det største af de bevarede kamre er blevet omdannet til et sanatorium.